# Pickelporno

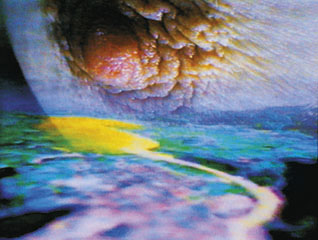
Pickelporno, Videostill

Pickelporno ist eine Audio-Video-Installation der Schweizer Künstlerin Pipilotti Rist aus dem Jahr 1992.

## Beschreibung
Die Füsse einer europäisch aussehenden Frau (Judith Bürgin) in eleganten silbernen Riemchenschuhen mit spitzen Absätzen balancieren über einen Gitterboden, eine weibliche Stimme singt zu Akkordeonklängen «Mein kleiner Junge/Jetzt komm ich heim/Sei dann mein». Die Kamera zeigt einen Mann von hinten (Sai Kijima). Er dreht sich mit schwingenden Frackschößen um, die Drehung wiederholt sich in einer tänzerischen Geste in Slow-Motion. Er hat asiatische Züge. Die beiden begrüssen sich in einer spielerischen, ausgedacht asiatischen Weise mit vor der Brust gefalteten Händen und einer Verbeugung. Dann schütteln sie die Hände und berühren gegenseitig ihre Nasen mit dem Zeigefinger. Die Bewegungen wirken wie eine kindliche Choreografie zu der einfachen Melodie, die das Akkordeon spielt. Der Mann hält der Frau eine Blume hin, diese führt seinen, Arm, der die Blume hält, und mit dem Arm seinen ganzen Körper, rücklings auf ein frisch bezogenes Bett. Sie fällt mit ihm auf das Bett. Die beiden liebkosen einander. 
Nun ändert sich der Stil des Videos: Auf experimentelle Weise wird die körperliche Annäherung und Vereinigung des Paares umgesetzt: Augen, Zehen, Brüste und Schamhaare nehmen riesige Dimensionen an. Immer wieder tauchen farbenfrohe Blumen auf, unterbrochen von extremen Nahaufnahmen, die sogar Fingerrillen deutlich zeigen. Derartige Close-ups von intimen Körperregionen wechseln sich mit Naturaufnahmen und psychedelischen Bildern ab: Wolken und Steine sind zu sehen, Vögel gleiten über die Körper. Die Bewegungen wirken wie unter Wasser, es ist auch ein Wassergeräusch zu hören. Eine Qualle erscheint, nach und nach tauchen immer mehr Elemente einer Unterwasserwelt auf. Die Musik wird schneller, ein Stöhnen ist zu hören. Eine atemlose Stimme sagt, „Ich mach’s dir bunt, ich leck dich wund“. Dem Höhepunkt folgt Stille, einige weiße Bilder, dann setzen Pianoklänge ein, begleitet von einer Frauenstimme, die Geräusche ohne Text dazu produziert. Verfremdete Filmbilder eines ruhig dahinfließenden Flusses sind zu sehen.

## Entstehung
Das Video wurde mit der Betacam-SP-Technik gedreht. Rist setzt in diesem zwölfminütigen Video aus dem Jahr 1992 ein Fischaugenobjektiv und Editiertechniken der digitalen Nachbearbeitung dazu ein, das Publikum menschliche Haut, Haare und Körperhöhlen erleben zu lassen. Die intensive Farbigkeit und ungewohnte Blickwinkel tragen dazu bei, körperliche Erregung sichtbar zu machen. Rist äusserte, sie habe eine sogenannte Lippenstiftkamera mit sehr kleiner Linse benutzt, weil sie ihr ermöglicht habe, der Haut sehr nahe zu kommen, ohne Schatten zu erzeugen. Die Kamera sei für Überwachungen gebaut worden und zeichne sich durch den sehr weiten Winkel und grosse Schärfe in der Tiefe aus.
Der Experimentalfilm wurde mit der Musik von Peter Bräker, Pipilotti Rist und Les Reines Prochaines gedreht. Der Ton vereinnahmt die Zuschauenden immer mehr, er verführt sie mit Seufzern, Atemgeräuschen und Murmeln und steigert die Intimität des Seherlebnisses. Die Filmmusik lässt das Geschehen auf einen Höhepunkt zulaufen.
Produziert wurde das Video von Pipilotti Rist und videoladen Zürich.

## Kunstgeschichtliche Einordnung und Deutung
Gezeigt wird ein rauschhaftes Aufheben der Körpergrenzen der beiden Figuren in stellenweise kaleidoskopischer Optik, fernab von mechanischer Sexualität und der üblichen Polarisierung der Geschlechter. Rist betonte, in diesem Video seien Kamera und Körper auf einer Höhe: Die Kamera mache den Körper nicht zum Objekt. Sie habe keinen vorher festgelegten, dauerhaften Standplatz, sondern sei Teil des Geschehens. Fluidität wird spätestens in diesem Video zu einem künstlerischen Grundprinzip in Rists Schaffen.
Durch die in der Postproduktion eingefügte Fluidität werde, so Laura Leuzzi, verhindert, dass der Körper zum Objekt wird. Rist vermeide hier wie schon in I'm Not the Girl Who Misses Much (1986) die Fetischisierung des weiblichen Körpers.
Der Titel spielt auf den fundamentalen Unterschied zur Mainstreampornographie an: Bei Rist ist die Frau selbstbestimmte Herrscherin über ihre Sexualität und ihren Genuss, den sie mit ihrem Partner teilt. Rist äusserte, sie sei davon ausgegangen, dass Frauen beim Sex stärker an den Gefühlen und Gedanken des Anderen interessiert seien als an dem von aussen beobachtbaren Ablauf. Sex sei immer dann interessanter, wenn man selbst beteiligt sei. Daher habe sie einen «Pornofilm von innen» schaffen wollen. Pickelporno sei, so Rist, ihre einzige Arbeit, die sich als der Versuch beschreiben liesse, erotische Bilder zu erzeugen.
Kunstgeschichtliche Referenzen lassen sich laut Juliana Engbert in diesem Video an mehreren Stellen finden: In einer Szene ist ein kleiner Globus auf dem Venushügel der Darstellerin zu sehen, möglicherweise eine Anspielung auf Gustave Courbets Gemälde Der Ursprung der Welt. Der Darsteller werde mehrmals in grüner Unterhose gezeigt, die als moderne Vision des Feigenblattes gelesen werden könne. Die im Video allgegenwärtigen Naturelemente, Früchte und Blüten seien keine Ersatzsymbole für erotische Körperzonen, sondern verschmelzen und interagieren mit diesen in einer paradiesähnlichen Welt. Gezeigt werde, so Elizabeth Mangini, die inhärente Verbindung zwischen dem weiblichen Körper und Vorgängen in der Natur. Kunst- und Kulturgeschichte werden also nicht einfach zitiert, sondern ironisch gebrochen, um das andere Verständnis vom weiblichen Körper vor diesem Hintergrund zeigen zu können. Andreas Schlaegel sieht in der Eingangssequenz des Videos einen Bezug zu Erotik-Thrillern der späten 1980er-Jahre.

## Rezeption
Pickelporno lief 1992 auf dem Locarno Film Festival.
Das Video wurde nicht nur im Rahmen von Ausstellungen, sondern auch im nächtlichen Experimentalfilmprogramm des Schweizer Fernsehens gezeigt. Massimiliano Gioni äusserte in einem Interview mit Pipilotti Rist, Pickelporno und Sip My Ocean hätten auch ausserhalb des Kunstbereichs Aufmerksamkeit erregt.